# Nightmare Alley (2021)
Nightmare Alley ist ein US-amerikanischer Psychothriller aus dem Jahr 2021. Regie führte Guillermo del Toro, der basierend auf dem gleichnamigen Roman von William Lindsay Gresham zusammen mit Kim Morgan auch das Drehbuch schrieb. Der Film ist nach dem im Jahr 1947 erschienenen gleichnamigen Film (im deutschsprachigen Raum als Der Scharlatan veröffentlicht) die zweite Verfilmung des Romans von William Lindsay Gresham.

## Handlung
Jahr 1939: Stanton „Stan“ Carlisle hievt eine Leiche in ein Loch in einem Haus und brennt dieses ab. Daraufhin heuert er bei Clem und seinem Wanderjahrmarkt an, wo er sich schnell nützlich machen kann. Clem unterhält neben mehreren Attraktionen einen geistesgestörten Geek, der während der Show ein lebendes Huhn isst. Stan erfährt, dass Clem dafür eigens nach gescheiterten Existenzen Ausschau hält, die er anschließend mit einem Gemisch aus Opium und Alkohol von sich abhängig macht. Für die tägliche Arbeit unterstützt Stan die Wahrsagerin „Madame Zeena“ und ihren alkoholsüchtigen Mann Pete. Sie beherrschen verschiedenste Tricks, um übernatürliche Fähigkeiten vorzutäuschen. Stan lernt diese von Pete. Außerdem nähert er sich der ebenfalls zum Zirkus gehörenden Molly Cahill an und erstellt für sie ein neues Showkonzept.
Eines Nachts bittet Pete Stan um eine Flasche Schnaps. Stan greift aber nach einer Flasche Holzalkohol, woran Pete stirbt, und Stan nimmt dessen Handbuch des Mentalismus an sich. Stan gesteht Molly seine Liebe und bietet ihr an, zusammen ein gemeinsames Leben aufzubauen, welches besser sein soll als beim Jahrmarkt. Molly hat sich auch verliebt und stimmt zu. Nach zwei Jahren sieht man, dass sich Stan und Molly in wohlhabenden Kreisen in Buffalo als Mentalisten etabliert haben. Während einer Vorstellung versucht Dr. Lilith Ritter, die Show zu entlarven, was ihr aber misslingt, weil es Stan gelingt, geschickt zu improvisieren und die äußeren Merkmale von Dr. Ritter richtig zu deuten (siehe Cold Reading). Diese Vorführung überzeugt den anwesenden Richter Kimball derart, dass er Stan privat engagieren möchte, um mit den Toten zu sprechen. Obwohl Molly dagegen ist und obwohl ihn Pete einst davor gewarnt hatte, stimmt Stan zu.
Um auch die privaten Engagements meistern zu können, geht er einen Deal mit Dr. Ritter ein. Sie ist die Psychiaterin von Kimball und vielen weiteren wohlhabenden Menschen in Buffalo. Sie soll Stan die nötigen privaten Informationen geben, damit seine Show nicht auffliegt (Hot Reading), und er teilt dafür mit ihr das Geld der privaten Engagements. Sie soll das gesamte Geld dieser privaten Engagements verwahren, damit Molly davon nichts mitbekommt. Außerdem entwickelt sich eine erotische Beziehung zwischen Stan und Dr. Ritter. Kimball empfiehlt Stan derweil an den mächtigen Ezra Grindle weiter. Dieser besteht darauf, dass Stan die Erscheinung einer jungen Frau heraufbeschwört, für deren Tod Grindle durch eine von ihm erzwungene Abtreibung einst verantwortlich war. Gespielt wird die Tote von Molly, die sich aber eigentlich schon von Stan lösen will. Der Plan geht schief, nachdem Grindle Molly nicht als die Tote wiedererkennt. Molly und Stan können fliehen, nachdem Stan den wütenden Grindle erschlagen und dessen Diener überfahren hat. Daraufhin verlässt Molly ihn endgültig.
Stan geht anschließend in die Praxis von Dr. Ritter. Bei ihr stellt sich aber heraus, dass sie ihn nur als Werkzeug ihrer Rache an Grindle, der sie einst physisch verletzt hatte, benutzt und überdies einen Großteil seines Geldes verloren hat. Sie verletzt Stan mit einem Pistolenschuss, worauf er versucht, sie zu erwürgen. Allerdings kann sie rechtzeitig Hilfe rufen, und Stan kann schließlich entkommen.
Jahre später ist Stan verwahrlost und dem Alkohol verfallen. Als er versucht, bei einem Jahrmarkt als Mentalist anzuheuern, wird er aufgrund seiner Erscheinung sofort abgelehnt. Er erfährt, dass die damalige Truppe zwischenzeitlich pleitegegangen ist. Allerdings wird er auf einen Drink eingeladen, und ihm wird der Job als Geek angeboten. Stan erkennt die Situation und antwortet halb lachend, halb weinend, er sei dafür wie geboren.

## Produktion
Die Dreharbeiten begannen im Januar 2020, wurden aber aufgrund der COVID-19-Pandemie unterbrochen, im September 2020 wieder aufgenommen und offiziell am 12. Dezember 2020 beendet.
Gedreht wurde in der kanadischen Provinz Ontario und in Buffalo, dort insbesondere in der Buffalo City Hall, einem 115 Meter hohen Gebäude, das 1931 im Art-Déco-Stil errichtet wurde.
Romina Power, Sängerin und Tochter von Tyrone Power, dem Hauptdarsteller der Verfilmung von 1947, hat einen Cameo-Auftritt als Zuschauerin der Show.

## Synchronisation
Die deutschsprachige Synchronisation entstand bei der Interopa Film GmbH in Berlin nach einem Dialogbuch von Christoph Cierpka, der auch für die Dialogregie verantwortlich war.
| Rolle             | Schauspieler     | Synchronsprecher     |
| ----------------- | ---------------- | -------------------- |
| Stanton Carlisle  | Bradley Cooper   | Tobias Kluckert      |
| Dr. Lilith Ritter | Cate Blanchett   | Elisabeth Günther    |
| Anderson          | Holt McCallany   | Torsten Münchow      |
| Carny Boss        | Tim Blake Nelson | Matthias Deutelmoser |
| Molly Cahill      | Rooney Mara      | Kaya Marie Möller    |
| Clem Hoately      | Willem Dafoe     | Oliver Stritzel      |
| Bruno             | Ron Perlman      | Tilo Schmitz         |
| The Mayor         | Mark Povinelli   | Axel Malzacher       |
| Ezra Grindle      | Richard Jenkins  | Hans Bayer           |
| Abigail           | Sarah Mennell    | Ilka Teichmüller     |
| Pete              | David Strathairn | Reinhard Kuhnert     |
| Zeena die Seherin | Toni Collette    | Christin Marquitan   |

## Veröffentlichung
Der Kinostart in den USA war am 17. Dezember 2021, in Deutschland am 20. Januar 2022. Seit dem 16. März 2022 ist Nightmare Alley zudem auf Disney+ abrufbar.

## Rezeption
Von den bei Rotten Tomatoes aufgeführten Kritiken sind über 80 Prozent positiv. Zusammenfassend sei der Film ein moderner Noir-Thriller, der aber nicht an die Originalverfilmung heranreiche.
Vom American Film Institute wurde Nightmare Alley in die Top Ten der Filme des Jahres 2021 aufgenommen.
Tamara Deverell und Shane Vieau wurden 2022 für einen Academy Award in der Kategorie Bestes Szenenbild für den Film Nightmare Alley nominiert.
Der Filmdienst lobt den Film: „Das detailfreudig ausgestattete, überzeugend gespielte Remake eines Film-noir-Klassikers handelt mit überraschenden Bildern und exzentrischen Figuren von Gier und Karrieresucht, Gewissenlosigkeit und Schuld.“ Auch epd Film hält den Film für kunstvoll gelungen: „Bei aller gewohnten Liebe zum Detail und der kunstvollen Verschränkung von Gegenwart und Vergangenheit hat del Toro einen Film gemacht, der Düsteres elegant verpackt. Schauspielerisch ist das auf höchstem Niveau, wenn auch ohne Überraschungsmomente – dass Cate Blanchett für die Rolle der eiskalten Therapeutin wie geschaffen ist, versteht sich von selbst.“
Hervorgehoben wurden außerdem das Produktionsdesign und die Kameraarbeit, was dazu führe, dass der Film für die große Leinwand geschaffen sei.
Kritisiert wurde, dass der Film stellenweise zu langwierig sei. Außerdem sei der Film optisch aufgeplustert, was dem einfachen Plot nicht entspreche.

## Auszeichnungen
| Filmpreis                                     | Kategorie              | Status        | Beleg  |
| --------------------------------------------- | ---------------------- | ------------- | ------ |
| Washington D.C. Area Film Critics Association | Best Production Design | Nominiert     | [ 27 ] |
| National Board of Review                      | Top Ten Filme          | Ausgezeichnet | [ 28 ] |
| Oscarverleihung 2022                          | Bestes Szenenbild      | Nominiert     | [ 29 ] |